# Chan da Armada
Le Mámoa de Chan da Armada est un dolmen situé dans la commune de Marín, dans la province de Pontevedra, en Galice, en Espagne. Le mot Mámoa (es) est utilisé en Galice pour désigner un tumulus funéraire du Néolithique.

## Historique
Le tumulus a été fouillé et étudié par Ramón Sobrino Lorenzo-Ruza en 1957, puis par Antonio de la Peña et Antonio Rodríguez Casal en 1975.
Il a été déclaré Bien d'intérêt culturel en 2011, sous la cote GA36026007.

## Description
Le tumulus mesure environ 10 m de diamètre. Il comporte une chambre funéraire polygonale, d'environ 4,2 × 2,7 m, composée de neuf orthostates. Elle est précédée d'un couloir orienté à l'est, délimité par trois autres orthostates de chaque côté, d'une longueur approximative de 2,3 m. Le couloir se rétrécit jusqu'à son entrée, qui ne mesure plus que 0,5 m de large. Il ne possède plus sa dalle de couverture. L'édifice est daté d'environ 3000 av. J.-C.

## Vestiges archéologiques
Lors des fouilles, quatorze pointes de flèches, deux lames de silex, deux haches, quatre boules de pierre et d'argile, un percuteur et plusieurs tessons de poterie et morceaux d'ocre ont été trouvés.